# Coert Steynberg

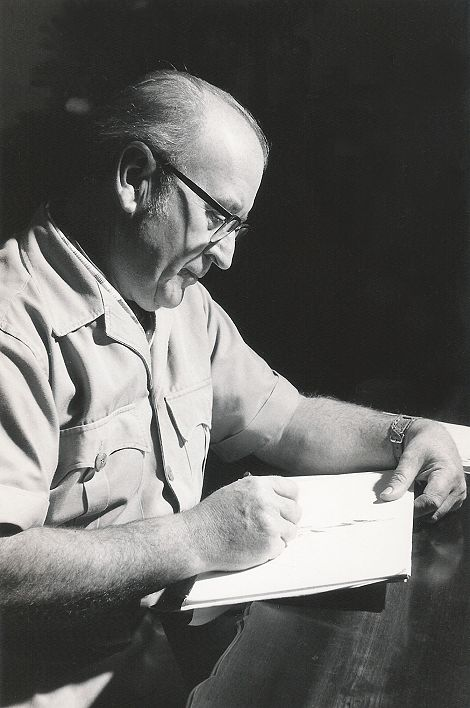
Coert Steynberg, Pretoria, 1980

Coert Steynberg (* 7. Januar 1905 in Hennops River, Transvaal; † 28. Juli 1982 in Pretoria) war ein südafrikanischer Medailleur und Bildhauer, der mit Stein, Marmor, Bronze, Kupfer und Holz arbeitete. 
Bekannte Werke sind unter anderem ein Denkmal für Andries Pretorius in Graaff-Reinet, das Denkmal für den Friedens von Vereeniging in Vereeniging sowie die Statue von Paul Kruger im Kruger-Nationalpark. 
Zudem entwarf er das Springbock-Motiv, welches auf den 5-Shilling-Silbermünzen (1947–1959), den 50-Cent-Silbermünzen (1961–1964) und Goldmünzen wie dem Krugerrand zu sehen ist. 
In seinem späteren Leben wurden seine Werke eher abstrakter. Dafür experimentierte er beispielsweise mit Materialien wie Lack, farbigem Glas, Drahtgeflecht und Keramik.
| Personendaten    | Personendaten              |
| ---------------- | -------------------------- |
| NAME             | Steynberg, Coert           |
| ALTERNATIVNAMEN  | Steynberg, Lourens         |
| KURZBESCHREIBUNG | südafrikanischer Bildhauer |
| GEBURTSDATUM     | 7. Januar 1905             |
| GEBURTSORT       | Hennops River, Südafrika   |
| STERBEDATUM      | 28. Juli 1982              |
| STERBEORT        | Pretoria                   |